# Gonomyia (Leiponeura) novocaledoniae
Gonomyia (Leiponeura) novocaledoniae is een tweevleugelige uit de familie steltmuggen (Limoniidae). De soort komt voor in het Australaziatisch gebied.